# ルー・アルバーノ
"キャプテン" ルー・アルバーノ（"Captain" Lou Albano、本名：Louis Vincent Albano、1933年7月29日 - 2009年10月14日）は、アメリカ合衆国で活動したプロレスラー、プロレス・マネージャー、俳優。イタリア・ローマ出身、ニューヨーク州マウントバーノン育ち。
ヒールのプレイング・マネージャーとして知られ、1960年代末から1980年代にかけて、地元ニューヨークのWWWFおよびWWFで活躍した。

## 来歴
少年期にイタリアのローマから家族でニューヨークに移住。テネシー大学にてアメリカンフットボールで活動後、アメリカ陸軍を経て、1953年にカナダのモントリオールでプロレスラーとしてデビュー。トニー・アルティモア（トニー・アンジェロ）とのイタリア系ギャングスター・ギミックのタッグチーム、ザ・シチリアンズ（The Sicilians）で活躍し、1961年にはシカゴでミッドウエスト・タッグ王座を獲得。その後WWWFに進出し、1967年にアーノルド・スコーラン&スパイロス・アリオンからWWWF USタッグ王座を奪取した。
アルティモアとのコンビ解消後はマイクパフォーマンスの才能を活かし、1969年よりWWWFでイワン・コロフのマネージャーに転身。1971年1月18日にはブルーノ・サンマルチノからWWWF世界ヘビー級王座を奪取させることに成功した。以降、フレッド・ブラッシーやグラン・ウィザードと共に、ビンス・マクマホン・シニア時代のWWWF / WWFを代表する悪徳マネージャーとしてブーイングを浴び続けた。

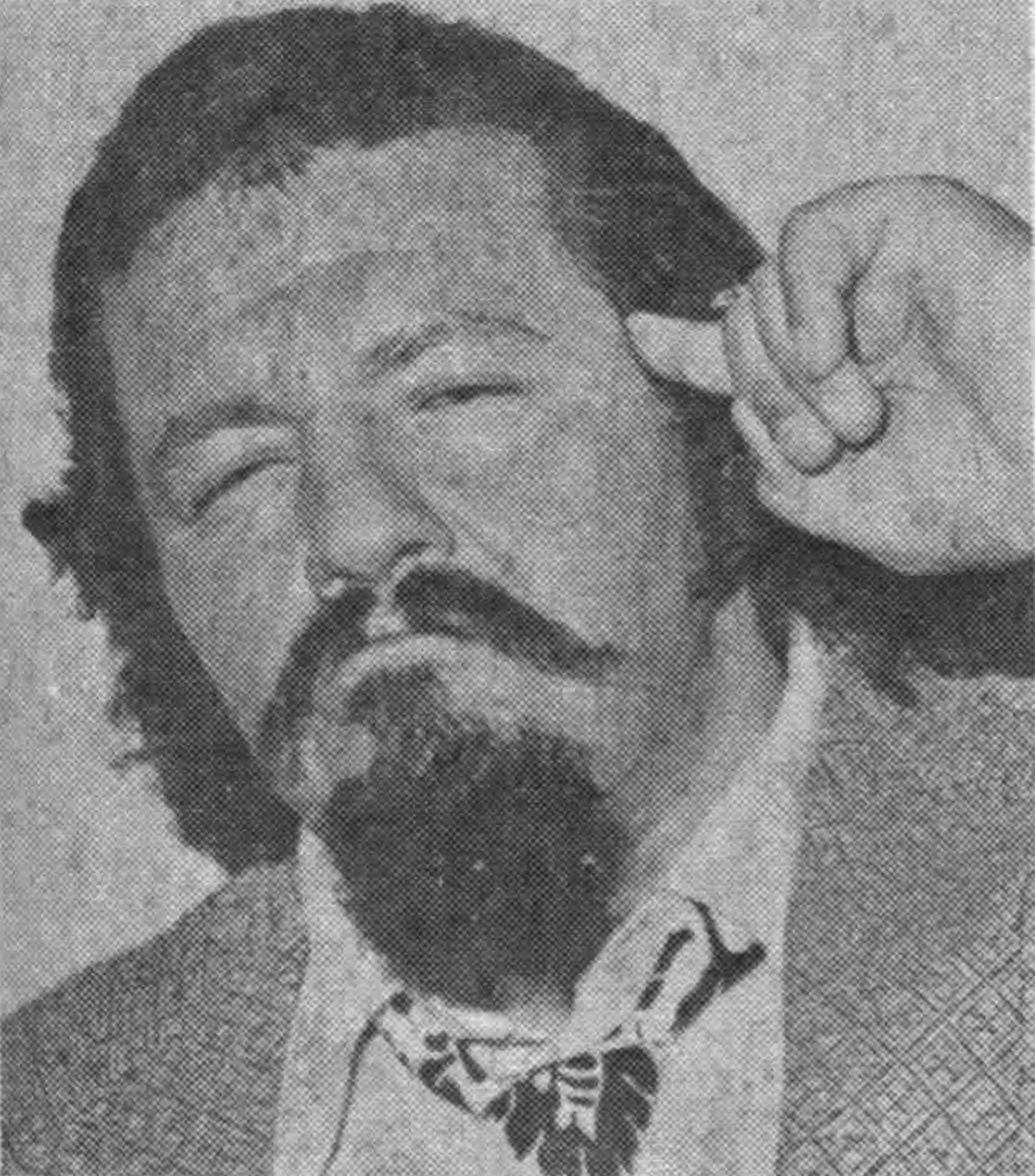
1973年

自他ともに認める悪相の持ち主であったことから、ゴージャスなブラッシーや頭脳派のウィザードと比べ野卑で単細胞なイメージを売り物にし、TVインタビューでゲップを連発するなど意図的に下品な振る舞いをしていた。頬に安全ピンでゴムバンドを括り付けるなど、ビジュアル面でもブラッシーやウィザード同様にファンに強いインパクトを与えたが、どことなくユーモラスで憎めないキャラクターも支持され、後にベビーフェイスとしても人気を集めることになる。
1983年、シンディ・ローパーの『ガールズ・ジャスト・ワナ・ハヴ・ファン』のミュージック・ビデオにローパーの横柄で保守的な父親役で出演（出演のきっかけは、プエルトリコ・サンフアンでのコンサートを終えたローパーがニューヨークに戻る飛行機内でアルバーノと出会い、彼に興味を持ったことによる）。同曲は大ヒットし、さらなるビジネスの拡大を目論んだローパーのマネージャー（デビッド・ウルフ）のアイデアで、1984年よりWWFにてローパーとアルバーノの対立アングルがスタートする。同時期、WWFはビンス・マクマホン・ジュニアの新体制下に入っており、マーケティング戦略においても新機軸を次々と打ち出していた。同年7月23日、"The Brawl to End It All" と銘打ち、ニューヨークのマディソン・スクエア・ガーデンにてローパーとアルバーノの代理対決、ウェンディ・リヒター対ファビュラス・ムーラ戦が行われる。両者がセコンドに付いたこの試合はMTVで放送され大反響を呼び、ロックン・レスリング（Rock 'n' Wrestling）という新しいコンセプトが誕生、翌年のレッスルマニアへの試金石ともなった。
ローパーとの一連のアングルにより、アルバーノのユニークな個性はプロレスファン以外の一般層からも認知され、1985年からはベビーフェイスのマネージャーに転向。旧敵のハルク・ホーガンやアンドレ・ザ・ジャイアントとも共闘し、その陽気なキャラクターで主に子供ファンの人気を獲得した。1986年の末にWWFを離れ、その後は俳優としてショービジネス界で活躍。1989年の "The Super Mario Bros. Super Show!" ではマリオ役を演じた。
1994年、フェイスターンしたヘッドシュリンカーズのマネージャーとして一時WWFに復帰。1996年にはWWE殿堂に迎えられた。以降もオールドタイマーのリユニオン・イベントに登場し、WWEの番組にも時折出演していた。2009年10月14日、76歳で死去。

## 担当選手
- イワン・コロフ
- ザ・ウルフマン
- ターザン・タイラー
- ルーク・グラハム
- キング・カーティス・イヤウケア
- バロン・ミケル・シクルナ
- ザ・スポイラー
- ラリー・ヘニング
- ブルドッグ・ブラワー
- ジョージ "ジ・アニマル" スティール
- ハンス・シュローダー
- ブッチャー・バション
- バグジー・マグロー
- プロフェッサー・タナカ
- ケン・パテラ
- ボビー・ダンカン
- グレッグ・バレンタイン
- キングコング・モスカ
- ジミー・スヌーカ
- レイ・スティーブンス
- アイアン・マイク・シャープ
- アレックス・スミルノフ
- バズ・ソイヤー
- ファビュラス・ムーラ

タッグチーム

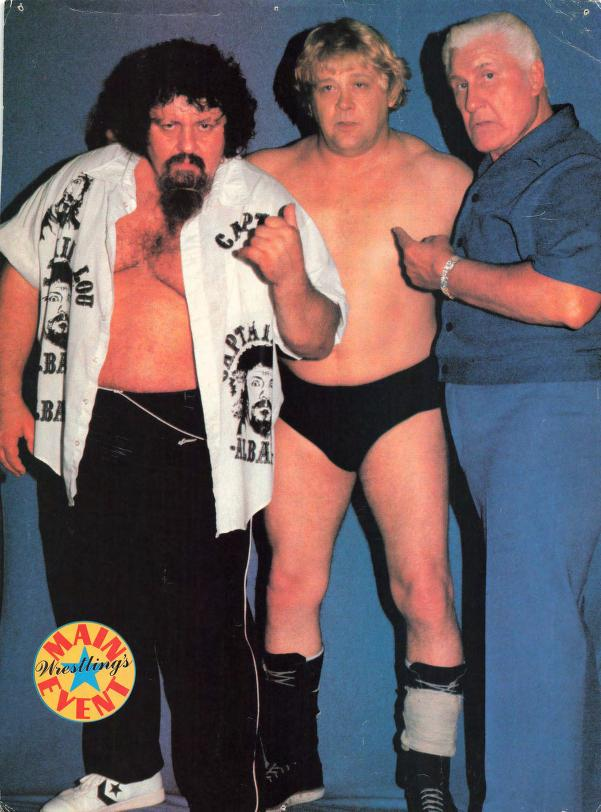
左からアルバーノ、レイ・スティーブンス、フレッド・ブラッシー（1983年）

- ザ・モンゴルズ（ジート・モンゴル、ベポ・モンゴル）
- ザ・ブラックジャックス（ブラックジャック・マリガン、ブラックジャック・ランザ）
- ザ・バリアント・ブラザーズ（ジミー・バリアント、ジョニー・バリアント、ジェリー・バリアント）
- ザ・ユーコン・ランバージャックス（ユーコン・ピエール、ユーコン・エリック）
- ジ・エクスキューショナーズ（マスクド・エクスキューショナー1号、マスクド・エクスキューショナー2号）
- ザ・ライジング・サンズ（ミスター・サイトー、ミスター・フジ）
- ザ・ワイルド・サモアンズ（アファ・アノアイ、シカ・アノアイ）
- ザ・ムーンドッグス（ムーンドッグ・キング、ムーンドッグ・レックス、ムーンドッグ・スポット）
- ザ・ノース・サウス・コネクション（ディック・マードック、アドリアン・アドニス）
- ザ・USエクスプレス（バリー・ウインダム、マイク・ロトンド）
- ザ・ブリティッシュ・ブルドッグス（ダイナマイト・キッド、デイビーボーイ・スミス）
- ザ・マシーンズ（ジャイアント・マシーン、スーパー・マシーン、ビッグ・マシーン）
- ザ・ヘッドシュリンカーズ（サムゥ、ファトゥ、シオネ）

自身がタッグ出身ということもあり、マネージャー時代はタッグチームを手掛ける場合が多く、初代王者チームとなったタイラー&グラハムを皮切りに、担当したほとんどのチームをタッグ王座に就かせた（上記はUSエクスプレス以降がベビーフェイス転向後の担当チーム）。

## 獲得タイトル
- WWWF USタッグ王座：1回（w / トニー・アルティモア）[3]
- WWE殿堂：1996年度（インダクターはJoe Franklin）[10]